# II. Ini-Teszub
II. Ini-Teszub (IINI.NI-dte-šub, í-ni-tešub vagy Ir-Teszub) Karkemis királya az i. e. 12. század végén. I. Tukulti-apil-ésarra asszír király egyik feliratos emléke i. e. 1100 körül (i. e. 1104 és i. e. 1087 között) számol be a Hatti Földje nevű térség uralkodójáról, Ini-Teszubról. Ugyanennek a szövegnek luvi hieroglif változata is fennmaradt, de még hiányosabb, mint az asszír ékírásos tábla. Az Ini-Teszub által vezetett újhettita állam útját állta az asszír nyugati terjeszkedésnek, mindenekelőtt a Földközi-tengerhez jutásnak. Asszíria folyamatosan jelen volt a térségben ebben a korban, az Ini-Teszub és Tukulti-apil-ésarra közti kapcsolatok ekkoriban valószínűleg kereskedelmi jellegűek voltak, Karkemis közvetítette az asszírok nyugatra, Föníciába és a tengerre szánt áruit. A szöveg nem egyértelmű ugyan, Ini-Teszub pénzügyi tranzakciójáról szól, de inkább kereskedelmi ügyletről lehet szó, mint háborús jóvátételről vagy vazallusi adóról. A szöveg cédrusgerendákról és gyantáról is beszél, ami a szíriai térségben elterjedt árucikk, Asszíria egyik fontos szükséglete, de Karkemis maga nem rendelkezett vele, ezért adóként nem nagyon jöhet szóba.